# Isla El Mezquital
Isla El Mezquital är en ö i Mexiko. Den ligger i delstaten Tamaulipas, i den nordöstra delen av landet. Arean är 0,40 kvadratkilometer. Ön är bebodd och kan ses som en del av den mycket närliggande orten Mezquital.